# بوي (فلم 2010)
بوي (بالإنجليزية: Boy) هو فيلم كوميدي-درامي نيوزلندي، تصنف قصته ضمن قصص النضوج. صدر عام 2010 من تأليف وإخراج تايكا وايتيتي. الفيلم من بطولة جيمس روليستون، ووايتيتي، وتي أهو إكتون ويتو، ومورانجي تايهور، وتشارلي مارتن وإنتاج كليف كورتس وآنسلي جاردنر وإيمانول مايكل بتمويل من لجنة نيوزلندا للأفلام. حطم الفيلم أرقاما قياسية سابقة لعائدات شباك التذاكر للأسبوع الأول على صعيد الإنتاج المحلي في نيوزيلندا. واستمرت العائدات في الارتفاع ليصبح «بوي» الفيلم النيوزلندي الأكثر أرباحا في شباك التذاكر المحلي. الموسيقى التصويرية للفيلم من تقديم الفرقة النيوزلندية ذا فينيكس فاونديشن (The Phoenix Foundation) والتي قدمت سابقا موسيقى فيلم «النسر ضد القرش» (بالإنجليزية: Eagle Vs Shark ) للمخرج وايتيتي.

## قصة الفيلم
تدور أحداث القصة في عام 1984م وتتحدث عن فتى في الحادية عشر من عمره اسمه ألاماين ويعرف باسم «بوي». يعيش بوي مع جدته وأخيه الأصغر روكي وبعض أقربائه في مزرعة صغيرة في خليج وايهو (Waihau Bay) والذي يقع في خليج بلينتي ريجون (Bay of Plenty region) في نيوزيلندا. ويقضي وقته وهو يحلم بمايكل جاكسون، ويقضيه أيضا بالتسكع مع أصدقائه دالس وديناستي، وبمحاولة إثارة إعجاب فتاة في مدرسته اسمها شاردوني. كما أنه يقضي وقته في التحدث مع عنزته التي يعتبرها حيوانه الأليف، وباختلاق قصص جنونية عن والده البعيد ألاماين. أما روكي فهو طفل هادئ وغريب الأطوار ويعتقد أن لديه قوىً خارقة خطيرة لأن والدته فارقت الحياة وهي تلده. في إحدى الأيام، تغادر جدتهما المنزل لتحضر جنازة في ولنجتون، تاركة لبوي مسؤولية المنزل والاعتناء بالأطفال. ويفاجأ بوي بقدوم والده ورجلين آخرين إلى المزرعة.
كان بوي مسرورا للغاية بعودة ألاماين؛ وفي اعتقاده أن والده عاد كي يأخذه وروكي للعيش معه، أما روكي فكان غير مطمئن لظهور والدهم المفاجئ. في البداية يبدو وكأن ألاماين قد عاد ليكون جزءًا من حياة أبناءه أخيرا، لكن سرعان ما تظهر الحقيقة بأنه عاد ليبحث عن حقيبة مليئة بالمال كان قد دفنها في المزرعة قبل أن تعتقله الشرطة. يبدأ ألاماين مع عصابته -المكونة منه واثنين من أصدقائه فقط، والمعروفة باسم الأحصنة المجنونة (the Crazy Horses)- بحفر الحقل للبحث عن المال. يرى بوي ذلك ويعرض المساعدة؛ ظنا منه أن ألاماين يبحث عن كنز. ثم يبدأ ألاماين بقضاء الوقت مع بوي والقيام بوظيفته كأب، ويقص شعر بوي كي يشبه مايكل جاكسون، ثم يقومان بجولات في سيارة ألاماين وينتقمان من الولدين المتنمرين من مدرسة بوي. بعد ذلك يُحضر بوي ماريجوانا من زرع يملكه والد دالس وديناستي الذي ينتمي لعصابة محلية لألاماين كي يبيعها. ويقنع ألاماين بوي بمناداته «شوغن» عوضا عن «أبي» لأنه لا يحب أن ينادى بذلك.
يبدأ بوي برؤية نفسه بالغا وعضوا في «الأحصنة المجنونة»، ويبدأ بالابتعاد عن أصدقائه. ولكن ألاماين يشعر بالإحباط عندما لا يجد الحقيبة وينطلق بسيارته تاركا بوي خلفه. يستمر بوي في الحفر للبحث عن المال وحده حتى يجده أخيرا، وبحماس منه يخبئ الحقيبة في حظيرة عنزته، ثم يأخذ سترة «الأحصنة المجنونة» الخاصة بوالده ويدعو أصدقاءه لتناول مصاصات الثلج وحلوى السكر بكل فخر. عند عودة ألاماين، يذهب بوي ليخبره أنه وجد المال، إلا أن ألاماين يضرب بوي لأنه سرق سترته ويسأله بغضب عن مصدر المال الذي اشترى به المصاصات، تاركا بوي مهانا بين أصحابه. يعتذر ألاماين لاحقا من بوي ويخبره لأول مرة بأنه يحبه، ثم يذهب بوي لإحضار حقيبة المال لكنه يجد أن عنزته قد أكلتها.
يواصل ألاماين وروكي البحث عن المال وهذا يجعل بوي مرتبكا، ويقرر التعويض عن خسارة المال بإرشاد والده لمحصول الماريجوانا الذي يملكه والد دالس وديناستي، ويبدأ ألاماين بجني كل المحصول، ثم تراهم ديناستي وهم يهربون وتحدق في بوي الذي خان ثقتها. في وقت لاحق، يأخذ ألاماين عصابته للاحتفال، وأثناء جلوس بوي وروكي في السيارة منتظرين، يخبر روكي بوي بأنه معجب بوالدهم ويريد التعرف عليه أكثر. وبعدها تأتي سيارة أخرى وتترجل منها العصابة المحلية، ويرى بوي ديناتسي تجلس في المقعد الأمامي وعينها سوداء متورمة. تقترب العصابة من ألاماين و«الأحصنة المجنونة» كي يواجهونهم لسرقة الماريجوانا. في البداية يتخيل بوي والده يقاتل العصابة ويتغلب عليهم وهو يرقص كمايكل جاكسون، لكن الواقع يصدمه ويرى العصابة توسع ألاماين ضربا. وفي أثناء عودتهم إلى المنزل، يصدم ألاماين عنزة بوي بدون قصد وتفارق العنزة الحياة.
في اليوم التالي، يتخلى رجال ألاماين عنه، ويقوموا بسرقة الماريجوانا والسيارة. ويذهب بوي لزيارة قبر أمه وهو يشرب الكحول ويدخن الماريجوانا، وأخيرا يدرك أن سعادته وذكرياته الأولى عن والده هي مجرد أوهام، وأن ألاماين لم يكن حتى حاضرا عند ولادة روكي. وفي هذه الأثناء يجلس ألاماين في الحظيرة مكتئبا لأنه لم يجد المال، ويأتي روكي إليه ويحاول التخفيف عنه باستخدام قواه، ويعتذر منه لأن ولادته كانت السبب في موت أمه، وفي تلك اللحظة يدخل بوي وينثر المال الممزق تحت قدمي ألاماين، ثم ينهال بالضرب عليه ويصرخ في وجهه ويسأله لماذا لم يكن حاضرا عندما ماتت والدتهما. يخبر بوي ألاماين أنه لا يشبهه في شيء، وبعدها يرجع للمنزل للاعتناء بأقربائه. وفي صباح اليوم التالي تعود الجدة، وألاماين قد غادر.
يخبر بوي روكي أن ألاماين رحل إلى اليابان ليكون محارب ساموراي. ويعود بوي ليتواصل مع أصدقائه ويعتذر من ديناستي، ثم يذهب مع روكي ليزورا قبر والدتهما. يصادف الولدان ألاماين جالسا هناك، وبهدوء ينضما إليه ثم يسأله روكي «كيف كانت اليابان؟»

## الممثلون والشخصيات
•	جيمس روليستون بدور بوي، ولد ماوري، اسمه الحقيقي ألاماين كاسم والده. هو من أشد المعجبين بمايكل جاكسون. يحلم بوي بأن يكون ثريا، ويحلم أيضا بالذهاب مع والده وأخيه وحيوانه الأليف-العنزة- إلى المدينة.
•	تي أهو أهو إكتون هيتو بدور روكي، الأخ الأصغر لبوي. يعتقد روكي بأن لديه قوى خارقة. وهو خجول جدا؛ ربما لأن والدته فارقت الحياة أثناء ولادته.
•	تايكا وايتيتي بدور ألاماين، والد بوي وروكي، وهو مدان سابق. يريد أن يكون رئيسا لعصابة دراجات، ويعود إلى خليج وايهو للبحث عن ماله المفقود.
•	مورانجي تيهور بدور ديناستي، أخت دالس وابنة سائق دراجة. هي من أصدقاء بوي المقربين، ويبدو أنها تحمل مشاعرا تجاهه.
•	تشيرلي مارتن بدور كيلي، قريبة بوي وفي نفس عمره، تسكن معه في نفس المنزل مع أخواتها الثلاث الصغيرات.
•	ريكي لي وايبوكا راسل بدور تشاردوني، فتاة مراهقة معجب بها بوي، ولكنها تتجاهله كليا.
•	هايز روويتي بدور دالس، أخو ديناستي. يمتلك شعرا طويلا، وهو أيضا أحد أصدقاء بوي المقربين.
•	ماكاريني بوتلر بدور موراي، صديق بوي من المدرسة.
•	راجفيندر إريا بدور تان، صديق بوي الهندي، ودائما يرافق موراي ودالس.
•	مانيهيرا رانجيوايا بدور كينجي، ولد متنمر في المدرسة، ودائما ما يتنمر على بوي. يرتدي طول الوقت سترة مايكل جاكسون الخاصة بفيديو «ثريلر».
•	دارسي راي فلافيل هدسن بدور هولدن، أخو كينجي الأكبر والذي يتنمر على بوي أيضا، لكنه لاحقا يهاب والد بوي -ألاماين- ويعجب به.
•	رايتشل هاوس بدور الخالة جرايسي، أخت والدة بوي المتوفاة، وتمتلك متجرا أمام البحر.
•	كريج هال بدور السيد لانجستون، مدير المدرسة النيوزيلندي ذو الأصول الأوروبية (Pākehā). درس سابقا مع والدي بوي.
•	وايهوري شورتلاند بدور الغريب، رجل سمين غريب الأطوار يسكن بالقرب من الجسر، يبدو طفوليا وغير مؤذ، ودائما يظهر وكأنه يبحث عن شيء.
•	كوهن هولواي بدور شوبا، صديق ألاماين النيوزيلندي ذو الأصول الأوروبية (Pākehā)، وهو مدان سابق وأحمق جدا كصديقه جوجو.
•	بانا هيما تايلور بدور جوجو، صديق ألاماين الآخر. لديه قصة شعر غريبة، وكصديقه شوبا هو دائما ما يُدخل نفسه في المتاعب بجانب الأطفال.
•	مافس بائنجا بدور نان، جدة بوي ووالدة ألاماين، تسافر لمدة أسبوعين لحضور جنازة، وتترك بوي المسؤول عن المنزل. تنادي الأطفال باسم «الموكوس الخاصين بي» (My Mokos)، وهو اختصار لكلمة موكوبونا (mokopuna) أي أحفاد بالماورية.

## الإنتاج

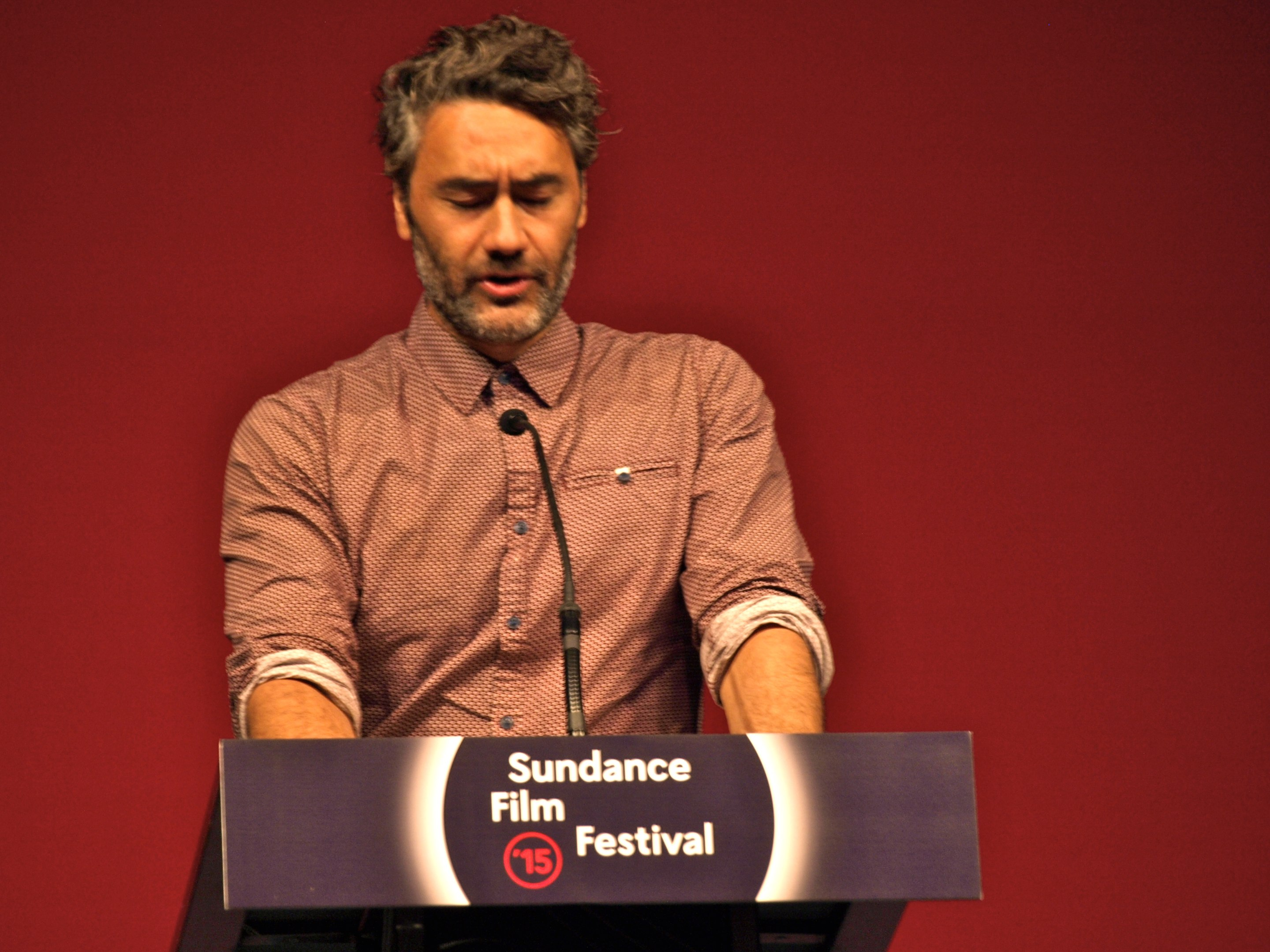
المخرج والممثل والكاتب تايكا وايتيتي

بدأ وايتيتي بتطوير فيلم بوي -والذي ظهر في البداية باسم «خيار» (Choice)- بعد انتهائه بفترة قصيرة من الفيلم القصير «سيارتان، ليلة واحدة» (Two cars, One night). تم قبول المشروع في عام 2005 في مختبر صاندانس للكتاب، وهو المكان الذي عمل فيه وايتيتي على الفيلم مع كتاب النصوص فرانك بيرسون وسوزان شيليداي وديفيد بينيوف ونعومي فونر جيلنيهال. وبدلا من جعل بوي الفيلم الأول له كمخرج، أخرج وايتيتي فيلم الرومنسية الغريب «النسر ضد القرش» (Eagle vs Shark)، واستمر في تطوير سيناريو بوي على مدى الثلاث سنوات المقبلة.
عندما أصبح النص جاهزا أخيرا كانت هناك فرصة صغيرة سانحة لجعله فيلما، وأعاد وايتيتي تسمية الفيلم من «خيار» (Choice) إلى «البركان» (The Volcano)؛ لأنه شعر بأن الاسم لن يترجم إلى جماهير عالمية. وقال إن التحدي الأكبر كان حول مقدرة هذا الطفل على أن يكون أكبر من عمره أو ببساطة يزهر أو ينفجر بغضب، وأضاف أن هذا هو ما تتميز به إحدى الشخصيات في النص. كما قال إن اسم الفيلم كان لا يزال «البركان» أثناء التصوير والتحرير، وإن الأمر انتهى بهم باقتصاص أجزاء كبيرة منه.
أراد وايتيتي تصوير الفيلم في خليج وايهو- المكان الذي نشأ فيه جزئيا. وكتبت القصة لتتماشى مع أجواء الصيف، لكن كان من الصعب التصوير في ذروة الصيف بسبب شعبية المنطقة باعتبارها وجهة للصيد وقضاء العطلات، كما يصور الفيلم حقول الذرة، والتي يبدأ حصادها في أواخر شهر إبريل. لم يسند الدور الرئيسي للفيلم من البداية إلى جايمس روليستون؛ فقد كان هناك ممثل آخر يقوم بالدور في الوقت الذي جاء فيه روليستون من أجل جلسة قياس الأزياء كممثل احتياطي فعرض عليه وايتيتي تجربة أداء. وبعد مراجعة مقاطع الفيلم، وقبل يومين من بدء التصوير، تم عرض الدور على روليستون.

## الموسيقى التصويرية
•	هاين إي هاين - فرقة ذا فينكيس فاونديشن
•	بوي إي - نادي باتيا الماوري
•	باس ذا دوتشي - فرقة ميوزيكال يوث
•	مليون قوس قزح - فرقة ذا فينيكس فاونديشن
•	رسالة فرنسية - فرقة هيربس
•	تنانين وشياطين - فرقة هيربس
•	انس الأمر - فرقة ذا فينيكس فاونديشن
•	أكو راوكورا (ديسكو مكس)- نادي باتيا الماوري
•	خارج في الشارع - ألاستير ريدل
•	هاين إي هاين - جوقة كلية سانت جوسيف الماورية للبنات
•	هير وي آر - فرقة ذا فينكيس فاونديشن
•	باكي-أو-ماتاريكي - ذا راتانا سينيور كونسيرت بارتي
•	أمي - برينس توي تيكا
•	إي تي أتوا - جوقة كلية سانت جوسيف الماورية للبنات
•	كارو - برينس توي تيكا
•	سرب من القلوب - فرقة ذا فينيكس فاونديشن

## الإصدار
عُرض الفيلم لأول مرة في 22 من شهر يناير في مهرجان صندانس السينمائي لعام 2010، ونافس أفلاما أخرى في فئة «السينما العالمية-درامية». أُطلق على مسارح نيوزيلندا في 25 من شهر مارس لنفس العام. وفي عام 2011 أطلقت شركة براماونت هوم ميديا لإنتاج وتوزيع الأفلام الفيلم في أقراص دي في دي وأقراص بلو راي.

## الاستقبال

### النقد والمراجعات
حصل الفيلم على مراجعات إيجابية من النقاد بلغت نسبتها 86% وأحرز 2.7 نقطة من أصل 10 نقاط بناءً على 65 رأيا جمعهم موقع روتن توميتوز. ومن جهته قيم بيتر كالدر من صحيفة ذا نيوزيلند هيرالد (The New Zealand Herald) الفيلم بخمس نجمات من أصل 5، وأثنى على أداء الممثلين الرئيسين الثلاثة، وقال إنه من الصعب الإشادة بالمثالية التي تتمتع بها نغمة هذا الفيلم إشادة بالغة.

### شباك التذاكر
صعد الفيلم قمة عائدات شباك تذاكر الأسبوع عند إطلاقه في نيوزيلندا، وحقق في اليوم الافتتاحي عائدات أكثر من أي فيلم نيوزيلندي مضى. ووصلت أرباحه في أول سبعة أيام إلى 900,000 دولار؛ متغلبا بذلك على فيلم «أليس في بلاد العجائب»، والفلمين المحليين «راكب الحوت» (Whale Rider)، و«أسرع هندي في العالم» (The World's Fastest Indian). كما أنه تفوق على فيلم الأنيميشن الخيالي العالمي «كيف تروض تنينك؟» الذي حقق نجاحا ساحقا، وفيلم الخيال والأكشن «صراع الجبابرة». استمرت العائدات في الارتفاع ليصبح «بوي» بعدها الفيلم النيوزيلندي الأكثر أرباحا حتى الآن في البلاد، متفوقا بذلك على فيلم «أسرع هندي في العالم»، والذي كان في الصدارة في الخمسة أعوام الماضية.

### الجوائز
| الجائزة                                                                    | الفئة                                           | المستلمين والمُرَشحين                                | النتيجة               |
| -------------------------------------------------------------------------- | ----------------------------------------------- | -------------------------------------------------- | --------------------- |
| جائزة الجمهور في مهرجان معهد الفيلم الأمريكي (AFI)                         | أفضل فيلم دولي طويل                             | تايكا وايتيتي                                      | فاز                   |
| جائزة شاشة آسيا والمحيط الهادي                                             | أفضل فيلم طويل لفئة الأطفال                     | آنسلي جاردنر كليف كورتس إمانيول مايكل ميراتا مايتا | رُشح                   |
| الجائزة الكبرى لمركز رعاية الطفل الألماني في مهرجان برلين السينمائي الدولي | أفضل فيلم طويل                                  | تايكا وايتيتي                                      | فاز                   |
| مهرجان ملبورن السينمائي الدولي                                             | الأكثر شعبية من فئة الأفلام الطويلة             | تايكا وايتيتي                                      | فاز                   |
| جائزة لجنة التحكيم الكبرى في مهرجان صندانس السينمائي                       | السينما العالمية_درامية                         | تايكا وايتيتي                                      | رُشح                   |
| جائزة الجمهور في مهرجان سيدني السينمائي                                    | أفضل فيلم طويل                                  | تايكا وايتيتي                                      | فاز                   |
| جائزة التلفزيون والفيلم النيوزيلندي                                        | أفضل فيلم طويل أفضل مخرج أفضل نص سينمائي وغيرها |                                                    | رُشح 13 مرة فاز 7 مرات |

## وصلات خارجية
- مقالات تستعمل روابط فنية بلا صلة مع ويكي بيانات

- الموقع الرسمي
- بوي على موقع قاعدة بيانات الأفلام على الإنترنت
- بوي على موقع بوكس أوفيس موجو
- بوي على موقع روتن توميتوز
- بوي على موقع ميتاكريتيك